# El pregó (pel·lícula)
El pregó (originalment en castellà, El pregón) és una pel·lícula de comèdia estrenada el 18 de març de 2016, protagonitzada per Andreu Buenafuente i Berto Romero i dirigida per Dani de la Orden. S'ha doblat al català per TV3, que va emetre-la per primer cop el 26 de novembre de 2017.

## Argument
Els germans Osorio (Andreu Buenafuente i Berto Romero) un duo musical que va triomfar en els anys 90, van jurar no veure's més les cares, un dia, per una bona quantitat de diners, decideixen fer una excepció. Els conviden a donar el pregó al seu poble natal. Les seves intencions són anar, guanyar els diners i sortir del poble com més aviat millor. Però els seus plans es veuen truncats per una gran quantitat de fans, tradicions ancestrals...

## Repartiment
| Actor              | Personatge |
| ------------------ | ---------- |
| Andreu Buenafuente | Juan       |
| Berto Romero       | Richi      |
| Jorge Sanz         | Alcalde    |
| Belen Cuesta       | Silvia     |
| Goyo Jiménez       | Francisco  |
| Josep Maria Riera  | Alberto    |
| Llimoo             | Andrés     |
| Iván Luengo        | Marc       |
| Àgata Roca         | Pilar      |
| Octavi Pujades     | Luis       |
| Cesc Casanovas     | Rector     |
| Christian Esquivel | Do Lluito  |

## Banda sonora
La banda sonora de la pel·lícula va estar a càrrec del grup The Pinker Tones. Les cançons van ser cantades en la pel·lícula per Berto Romero i Andreu Buenafuente:
- Pool Party Time
- Silvia, dona especial